# گراندمق، کبک
گراندمق، کبک (به انگلیسی: Grand-Mère, Quebec) یک منطقهٔ مسکونی در کانادا است که در استان کبک واقع شده‌است. گراندمق ۱۳٬۱۷۹ نفر جمعیت دارد.